# شکربوره
شکربوره نوعی شیرینی قدیمی ایرانی است به شکل سمبوسه که با بادام، گردو یا فندق آسیاب شده و شکر پر می‌شود و در تنور پخته می‌شود.. شکربوره معمولاً برای عید نوروز پخته می‌شود. سطح بیرونی آن را با ابزاری مخصوص طرح می‌دهند.
شکربوره گونه‌ای شیرینی ایرانی است که قدمتی طولانی دارد و دست‌کم به دوران ساسانیان می‌رسد. این شیرینی در اصل مانند حلوایی بود که از شکر و بادام درست می‌شد. نام‌های دیگر آن در فارسی عبارتند از: شکربُره، شکربورک، شکرپاره و شکرپیره. شکرپوره شکرپیره، شکرباره، سنبوسه قندی، اگردک، سکری وسکران شناخته می‌شده و در اشعار فارسی از آن زیاد نام برده شده‌است.
این شیرینی هنوز در برخی مناطق شاهنشاهی پیشین ایران، مانند افغانستان و آسیای مرکزی و قفقاز محبوب است. در افغانستان نوع ساده‌ای از آن درست می‌شود به نام شِکَرپاره. در افغانستان به گویش محلی آن را شکرپیره یا شیرپیره می‌نامند. این شیرینی در پاکستان هم تهیه می‌شود.
این شیرینی در آناتولی به ترکی Şekerpare نامیده می‌شود و یکی از دسرهای محبوب در غذاهای ترکی است. شکرپاره در آن‌جا عمدتاً با پختن چند گلوله نرم از شیرینی بادام آغشته به شربت قند غلیظ با طعم لیمو تهیه می‌شود.

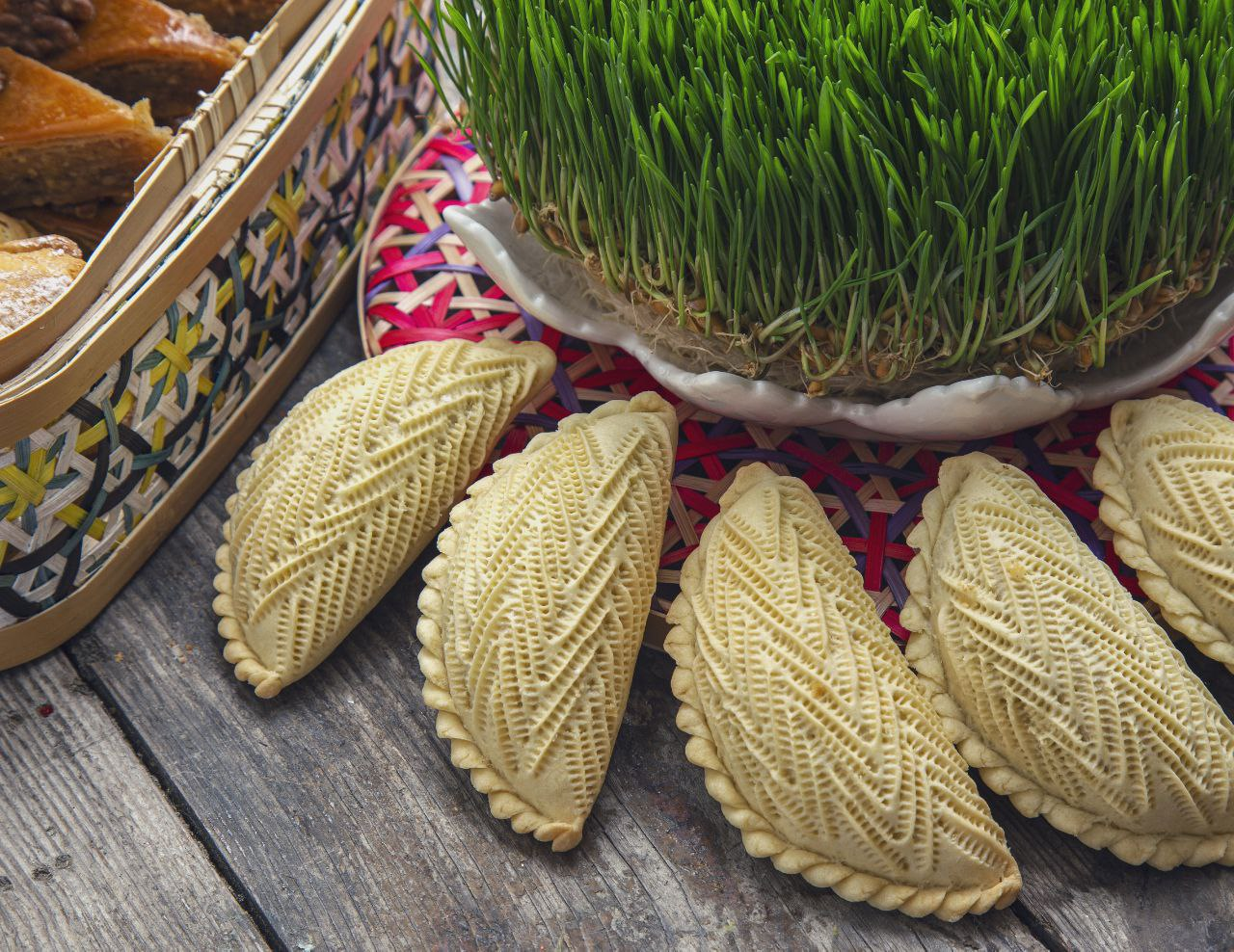
شکربوره به سبک رایج در جمهوری آذربایجان.

در جمهوری آذربایجان به آن şəkərbura می‌گویند و به عنوان دسر استفاده می‌شود. این شیرینی به در آنجا شکل نیمه‌هلالی دارد و با بادام آسیاب شده، فندق یا گردو و شکر پر می‌شود. شکربوره، شورقوغال و باقلا از غذاهای نمادین عید نوروز در جمهوری آذربایجان هستند.
تهیه شکربوره در جمهوری آذربایجان معمولاً شامل کار گروهی از اقوام، دوستان و همسایگانی است که در خانه شخصی جمع می‌شوند تا این نوروز را شاد کنند. شکربوره نیز مانند سایر شیرینی‌هایی که برای نوروز تهیه می‌شود، معنایی نمادین دارد که به معنای نیمه ماه یا شعله آتش است.

## نام و معنی
نام این شیرینی هلالی‌شکل از فارسی شکربوره گرفته شده‌است. ریشه بوره به واژه فارسی میانه * Bōrak بازمی‌گردد. این کلمه در نهایت به ریشه نیاهندواروپایی *bher- برمی گردد که به معنای «بُریدن و شکافتن» است. ترک‌زبان‌ها این کلمه را از فارسی وام گرفته‌اند. نام شیرینی دیگر رایج در مناطق سابق عثمانی‌ها، یعنی بورک نیز از همین واژه فارسی آمده‌است. در کل معنی آن «بُریدهٔ شکر» و «پارهٔ شکر» است.
کلمه بورک börak ،بویرک، böyrak در زبان ترکی و آذربایجانی اشاره به اندام داخلی بدن کلیه دارد، و این شیرینی به خاطر شکل مشابه آن به اندام داخلی بدن کلیه، کلمه بویرک، بوراک، بورا، را در نام خود به همراه دارد. این کلمه در تمام کتب زبان ترکی و آذربایجانی قابل تحقیق و بررسی است.
در ادبیات فارسی از نام‌های گوناگون ذکرشده در بالا برای اشاره به این شیرینی استفاده شده، برای نمونه نظامی گنجوی می‌گوید:
شکربوزه با نوک دندان به راز
شکرخواره را کرده گردن دراز.

## آماده‌سازی
برای تهیهٔ شکربیزه در درون قطعاتی کوچک از خمیر آرد گندم، شکر و مغز بادام و پستهٔ نیم‌کوفته انباشته و می‌پزند.
خمیر آن از آرد گندم، کره، شیر، زرده تخم مرغ، خامه و مخمر درست می‌شود. درونه آن از بادام پوست کنده یا مغزهای سرخ شده مخلوط با پودر قند تهیه می‌شود. همچنین شامل هل برای طعم دادن به شیرینی است.
طرز تهیه آن چنین است که مقداری روغن را داغ کنند و بقدری آرد در آن ریزند که مثل ترحلوا شود. آن وقت آن را کنار گذارند تا سرد گردد. سپس در میان سینی ریزند و خوب بمالند تا سفید شود و بعد مقداری شکر را قوام آورند، سپس آن را تکان دهند تا سفت و سرد شود. آنگاه آن رامخلوط کنند و ته سینی را دارچین پاشند و پهن کنند ویک دو سیر هم قند کوبیده روی آن پاشند.
در نوع آذری، خمیر را ورز داده به شکل‌های گرد کوچک برش می‌دهیم، سپس با مواد پر می‌کنیم و با ایجاد الگوی دوخت‌مانند روی آن را می‌بندیم. الگوی دوخت روی خمیر با استفاده از موچین‌های سنتی مقاش درست می‌شود.

## اگردک
اَگردَک (اَگرده، مُچی) نام یک شیرینی تقریباً مشابه با شکرپاره بوده که لغتنامهٔ دهخدا آن را مترادف با شکربوره قرار داده ولی در وصف آن می‌نویسد:
نانی بدین صورت به اندازه مشتی کوچک از آرد گندم و چربوی دُنبه و بی شکر و گاهی با شکر. قسمی نان مخروطی چون مچ بسته‌ای و روغن آن از چربوی دنبه و پیه کنند نه روغن. نوعی نان شیرین شبیه به قطاب اندازه محتوی یک مشت گره کرده. شکربوره. مچی.